# Bdht-klinkerregel
De bdht-klinker-regel is een grammaticale regel in sommige Vlaamse, Brabantse en Limburgse dialecten, waarbij mannelijke naamwoorden die met een b, een d, een h, een t of een klinker beginnen, een 'n' achter het direct voorafgaande bijvoeglijke naamwoord, lidwoord of voornaamwoord vereisen.
In Montfort is sprake van een lichte variatie op de regel, men gebruikt hier namelijk van oudsher een dhlrt-klinker-regel. Bij de l en de r is het fenomeen aan het verdwijnen.

## Voorbeelden
| Vlaams             | Venloos            | Nederlands     |
| ------------------ | ------------------ | -------------- |
| den dokter         | d'n dokter         | de dokter      |
| dienen dikken boom | daen dieken boum   | die dikke boom |
| de groten boom     | de groeëten boum   | de grote boom  |
| 'nen hogen boom    | einen hoeëgen boum | een hoge boom  |